# Pannarauka
Pannarauka är en sjö i Gällivare kommun i Lappland och ingår i Råneälvens huvudavrinningsområde. Sjön har en area på 0,0672 kvadratkilometer och ligger 332,1 meter över havet.

## Delavrinningsområde
Pannarauka ingår i det delavrinningsområde (739482-173602) som SMHI kallar för Ovan Torisbäcken. Medelhöjden är 319 meter över havet och ytan är 59,4 kvadratkilometer. Räknas de 71 avrinningsområdena uppströms in blir den ackumulerade arean 1 277,32 kvadratkilometer. Avrinningsområdets utflöde Råneälven mynnar i havet. Avrinningsområdet består mestadels av skog (52 procent) och sankmarker (41 procent). Avrinningsområdet har 0,28 kvadratkilometer vattenytor vilket ger det en sjöprocent på 0,5 procent.